# Exécutif Anselme (Communauté française)
Pour les articles homonymes, voir Exécutif Anselme.

L'Exécutif Anselme est un exécutif de la Communauté française de Belgique bipartite composé de socialistes et de sociaux-chrétiens.
Gouvernement de la Communauté française
 Féaux  Onkelinx I
Cet exécutif fonctionne du 7 janvier 1992 au 11 mai 1993 et remplace l'Exécutif Féaux. Lors de la démission de ce dernier, il cèdera sa place à l'Exécutif Onkelinx jusqu'aux élections régionales de 1995.

## Composition
| Fonction                                                                                            | Titulaire | Titulaire       | Parti |
| --------------------------------------------------------------------------------------------------- | --------- | --------------- | ----- |
| Ministre-président de l’Exécutif, chargé de la Culture et de la Communication                       |           | Bernard Anselme | PS    |
| Ministre de l’Enseignement supérieur, de la Recherche scientifique et des Relations internationales |           | Michel Lebrun   | PSC   |
| Ministre de l’Éducation                                                                             |           | Elio Di Rupo    | PS    |
| Ministre des Affaires sociales et de la Santé                                                       |           | Magda De Galan  | PS    |